# Artibeus
Artibeus (Leach, 1821) è un genere di pipistrelli della famiglia dei Fillostomidi.

## Descrizione

### Dimensioni
Al genere Artibeus appartengono pipistrelli di piccole e medie dimensioni, con lunghezza della testa e del corpo tra 43 e 104 mm, la lunghezza dell'avambraccio tra 34 e 78 mm e un peso fino a 73 g.

### Caratteristiche craniche e dentarie
Il cranio presenta una scatola cranica ampia e leggermente elevata, un rostro basso e corto e le arcate zigomatiche estese.  Il palato è moderatamente largo. Gli incisivi superiori sono piccoli, disposti in una fila continua tra i canini. Gli incisivi inferiori sono più piccoli di quelli superiori. I premolari superiori dispongono di una grossa cuspide triangolare.
Sono caratterizzati dalla seguente formula dentaria:

### Aspetto
Il colore del corpo varia dal grigio al nerastro. Sono presenti delle strisce sui lati del muso, caratteristiche della sottofamiglia.  Il muso è corto e largo, la foglia nasale è corta, larga e lanceolata, con la porzione inferiore che può essere saldata al labbro superiore. Gli occhi sono piccoli. Le orecchie sono corte, separate ed appuntite. È privo di coda, mentre l'uropatagio è ridotto ad una sottile membrana lungo la parte interna degli arti inferiori, con il margine libero spesso frangiato e a forma di V o di U rovesciate. Il calcar è ridotto ma presente.

## Distribuzione
Il genere è diffuso in America Centrale e meridionale.

## Tassonomia
Il genere comprende 18 specie.
- Sottogenere Koopmania - Privi del processo para-occipitale.

Artibeus concolor
- Il processo para-occipitale è presente.
  - Sottogenere Dermanura - Taglia piccola.

Artibeus anderseni
Artibeus aztecus
Artibeus cinereus
Artibeus glaucus
Artibeus gnomus 
Artibeus incomitatus
Artibeus phaeotis
Artibeus toltecus
Artibeus watsoni
- - Sottogenere Artibeus - Taglia grande.

Artibeus amplus
Artibeus fimbriatus
Artibeus fraterculus
Artibeus hirsutus
Artibeus inopinatus
Artibeus jamaicensis
Artibeus lituratus
Artibeus obscurus